# Шипшина простозубчаста
Шипшина простозубчаста, шипшина однозубчаста (Rosa simplicidens) — вид рослин з родини розових (Rosaceae).

## Опис
Майже безколючковий кущик заввишки до 80 см. Листочків 5(3), від широко-овальних до еліптичних, 10–22(30) мм довжиною і 5–15(18) мм шириною, майже позбавлені залозок.
Квітне у травні й червні.

## Поширення
В Україні вид зростає серед чагарників на кам'янистих схилах (на гранітах, вапняках) — у північному Приазов'ї).